# Mark Povinelli
Pour les articles homonymes, voir Povinelli.
Mark Povinelli est un acteur américain né le 9 août 1971 à Elyria dans l'Ohio.

## Filmographie

### Cinéma
- 1998 : The Naked Man : la personne de petite taille
- 2003 : Tiny Tiptoes : le mari
- 2003 : A Light in the Forest : le méchant elfe
- 2004 : Le Pôle express : un elfe
- 2005 : Rainbow's End : un Leprechaun
- 2006 : Pucked : Vincent
- 2007 : Big Movie : Oompa Loompa
- 2008 : Stone & Ed : Jorge
- 2008 : Beer for My Horses : Merriweather
- 2009 : Mabou Mines Dollhouse : Torvald Helmer
- 2011 : De l'eau pour les éléphants : Kinko et Walter
- 2012 : Blanche-Neige : Demi-Pinte
- 2012 : Foodfight! : François Fromage
- 2013 : The Hot Flashes : Paul
- 2013 : Pawn Shop Chronicles : Harry
- 2015 : My Next Breath
- 2021 : Nightmare Alley de Guillermo del Toro : Le major Mosquito

### Télévision
- 2000 : Cory the Clown : Max le comédien
- 2001 : Dharma et Greg : Ray (1 épisode)
- 2002 : Frasier : le deuxième ange (1 épisode)
- 2002 : Off centre, appartement 6d : une personne de petite taille (1 épisode)
- 2003 : The Parkers : Frank Osgood (1 épisode)
- 2003 : Charmed : Shamus (1 épisode)
- 2004 : Passions : Wally (1 épisode)
- 2006 : La Vie de palace de Zack et Cody : Bleep (1 épisode)
- 2008 : Pushing Daisies : Simon (1 épisode)
- 2009 : Philadelphia : Tiny (2 épisodes)
- 2010 : Cold Case : Affaires classées : Nathaniel "Biggie" Jones en 1971 (Saison 7, épisode 14)
- 2010 : Pour le meilleur et pour le pire : Luther (2 épisodes)
- 2010 : Boardwalk Empire : Kevin Kiley (1 épisode)
- 2010 : The Whole Truth : Juge Roland Tomassy (1 épisode)
- 2011 : Modern Family : Bobby (1 épisode)
- 2011 : Section Genius : officier 3.9 (1 épisode)
- 2012 : Are You There, Chelsea? : Todd (12 épisodes)
- 2012 : Breakout Kings : Kurt Peebles (2 épisodes)
- 2012 : Esprits criminels : M. Conrad (1 épisode)
- 2013 : Anger Management : Petit Elvis (1 épisode)